# Yerrabalem
Yerrabalem es una ciudad censal situada en el distrito de Sri Potti Sriramulu Nellore en el estado de Andhra Pradesh (India). Su población es de 7803 habitantes (2011). Se encuentra a 85 km de Nellore y a 89 km de Chennai. 

## Demografía
Según el censo de 2011 la población de Yerrabalem era de 7803 habitantes, de los cuales 3903 eran hombres y 3900 eran mujeres. Yerrabalem tiene una tasa media de alfabetización del 81,93%, superior a la media estatal del 67,02%: la alfabetización masculina es del 87,30%, y la alfabetización femenina del 76,61%.